# チョイス@病気になったとき
『チョイス@病気になったとき』（チョイスびょうきになったとき）は、NHK Eテレで2013年4月6日から放送されている健康情報番組である。

## 概要
当番組は「ライフスタイル」「治療法」「必要な経費」など、様々な選択肢（チョイス）を提示しながら病気の悪化を防ぎ、健やかに暮らす方法を考えるものである。

## 放送時間

### 現在
- 本放送：日曜日 19:00 - 19:44（2023年4月9日〜）
- 再放送：金曜日 12:00 - 12:44（2015年4月10日〜）
  - 2025年度より、毎月最終日曜日（再放送枠はその直近の金曜日）は休止となり、当該時間帯で『未病息災を願います』が放送される。

### 過去
- 本放送：土曜日 20:00 - 20:44（2013年4月6日〜2023年4月1日）
- 再放送：金曜日 13:05 - 13:49（2013年4月12日〜2015年4月3日）

## 出演者
司会
- 八嶋智人（2016年4月9日〜）
- 大和田美帆（2016年4月9日〜）

チョイスコンシェルジュ
EPGでは「リポーター」と表記されているが、実際はスタジオにおける進行役を担い、下記のどちらか1人が出演する。いずれもNHKアナウンサー。
なお、後述の通り2015年度までは「チョイスアドバイザー」という肩書であった。
- 角谷直也（2024年4月7日〜）
- 小林千恵（2024年4月7日〜）

### 過去の出演者
司会
- 星田英利[2]（2013年4月6日〜2016年3月5日）
- 浜島直子[2]（2013年4月6日〜2016年3月5日）

チョイスアドバイザー
- 徳田章[2]（2013年4月13日〜2016年2月20日）
- 小山径[2]（2013年4月6日〜2016年3月5日）

チョイスコンシェルジュ
- 中條誠子（2016年4月9日〜2017年3月11日）
- 新井秀和（2016年4月23日〜2018年4月28日）
- 牛田茉友（2017年4月15日〜2018年4月21日）
- 出田奈々（2018年5月12日〜2021年3月27日）
- 吉田真人（2018年5月19日〜2020年3月28日）
- 松田利仁亜（2020年4月11日〜2022年3月12日）
- 上條倫子（2021年4月10日〜2023年3月25日）
- 深川仁志（2022年4月9日〜2024年3月31日）
- 池田伸子（2023年5月21日〜2024年3月31日）